# 保恩茨豪森
保恩茨豪森是德国巴伐利亚州的一个市镇。总面积12.73平方公里，总人口1556人，其中男性813人，女性743人（2011年12月31日），人口密度122人/平方公里。